# Baranya
Pour les articles homonymes, voir Baranya (homonymie).
Ne doit pas être confondu avec Baranya (ancien comitat).
Baranya (hongrois : Baranya [ˈbɒɾɒɲɒ] ou Baranya vármegye ; croate : Baranjska županija [baɾaɲskaː ʒupanija] ; allemand : Komitat Branau [kɔmita:t branau]) est un comitat du sud de la Hongrie. Situé dans la région statistique de Transdanubie méridionale, il a pour frontières les comitats de Somogy, Tolna, Bács-Kiskun, ainsi que la Croatie. Il a pour siège Pécs.

## Nom et attributs

### Toponymie

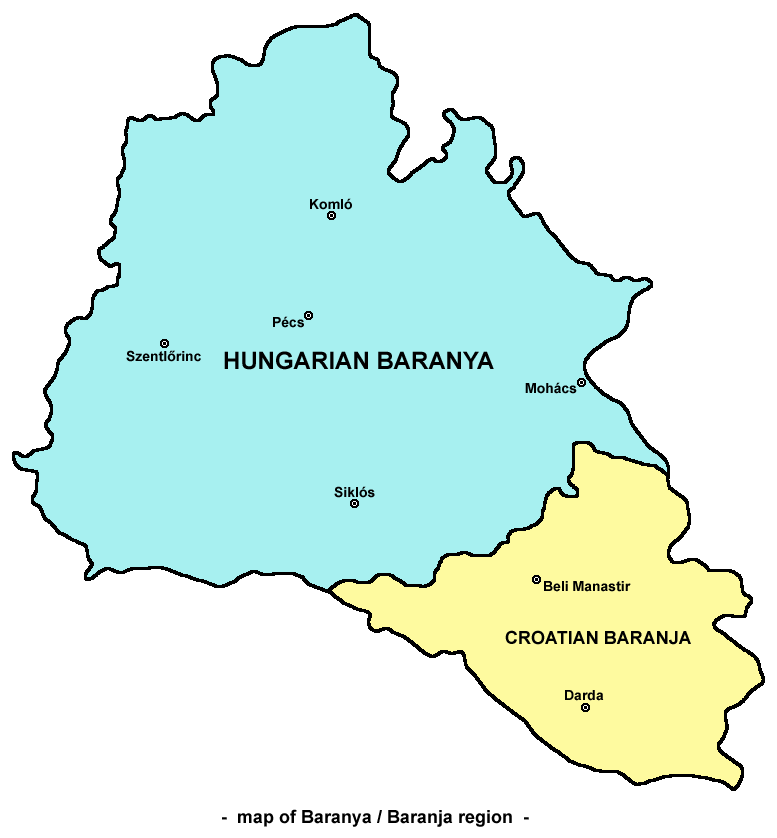
Carte de la région historique de Baranya.

Le nom du comitat est hérité du nom de la région historique de Baranya et de sa capitale Baranyavár (actuelle Branjin Vrh). Le mot hongrois baranya viendrait du slave bara, signifiant « marais » ; une partie significative de ce territoire étant occupé par des marécages, à l'instar du parc naturel de Kopački Rit dans l'actuelle Croatie. Une thèse alternative à l'origine du mot baranya renvoie au mot hongrois bárány qui signifie « agneau ».
Les lieux ayant appartenu à l'ancien comitat de Baranya portent encore la trace de cette entité administrative. En Hongrie, le mot est présent dans les noms de nombreuses localités, à l'instar de Baranyahídvég, Baranyajenő et Baranyaszentgyörgy. En Croatie, l'interfluve entre la Drave et le Danube porte désormais le nom de comitat d'Osijek-Baranja à la suite du démantèlement du royaume de Hongrie.

### Héraldique
| Blason de Baranya | Blason  | D'azur à la base de sinople, sur lequel se dresse une tour crénelée d'argent, en bas de laquelle une porte de sable incrustée d'un écu d'argent portant d'or LJ, lequel surmonté d'une couronne d'or. Sur le premier niveau de la tour, deux hommes allant de droite à gauche, portant sur leurs épaules une tige de sinople, portant elle-même une grappe de raisin et une feuille de vigne, toutes deux de sinople. L'homme à gauche porte un haut de gueules et un bas d'azur, l'homme à droite portant un haut d'azur et un bas de gueules, tous deux couronnés d'une couronne de blé d'or. |
| Blason de Baranya | Détails | Les armoiries du comitat actuel de Baranya sont héritées de l'ancien comitat royal du même nom. La scène représentée renvoie à un épisode de l'Ancien Testament dans lequel des espions de Josué portent une immense grappe de raisin dans le pays de Canaan afin d'y assurer la fertilité. Il est probable que le dessin ait été influencé par des systèmes de barres suspendues, utilisées dans la région de Baranya dans la viticulture pour porter les grappes de raisin. Voir aussi : Armorial des localités de Baranya Statut officiel                                                    |
| Blason de Baranya | Alias   | Armes avec ornements extérieurs. |

## Localisation

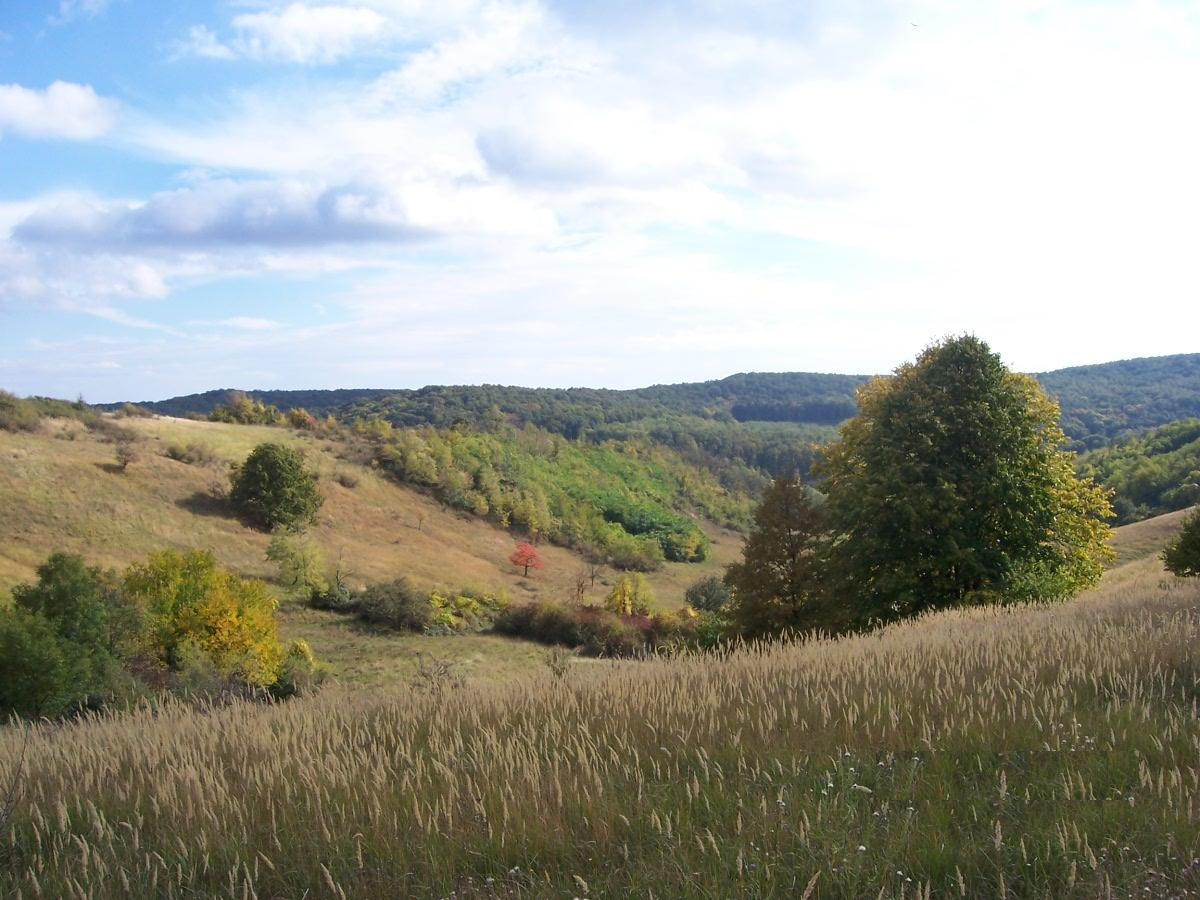
Aperçu de la campagne de Baranya.

D'une superficie de 4 429,60 km2, Baranya est situé au sud de la Hongrie à la frontière avec la Croatie. Ses paysages variés dessinent deux grands ensembles opposés : le nord est dominé par des massifs collinéens et de grandes forêts, tandis que le sud appartient à la grande plaine danubienne. 
Le climat de Baranya est largement influencé par la proximité de la mer Adriatique. L'ensoleillement est élevé toute l'année et atteint des niveaux particulièrement importants sur les flancs sud des collines. Les variations saisonnières sont faibles et les hivers plutôt doux, à l'exception de la partie orientale du massif du Mecsek dans lequel existe un microclimat bien plus froid. Les taux de précipitations sont les plus élevés de Hongrie.
Baranya est une région riche en gisements de houille. On y trouve 98 % des stocks du pays. Le comitat est également un territoire riche en eaux thermales et minérales naturelles. Les sources les plus importantes sont situées à Harkány, Szigetvár et Komló. 

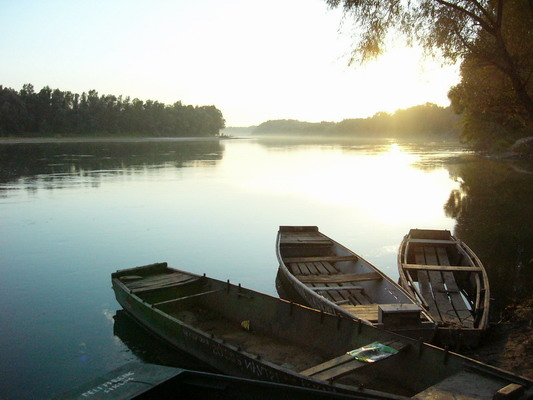
La Drave à Drávaszabolcs.

Le comitat est traversé par deux cours d'eau principaux, à savoir la Drave et le Danube dont la confluence se situe à la frontière entre la Serbie et la Croatie. Le principal plan d'eau est le lac d'Orfű à Pécs.
Le patrimoine naturel de Baranya est important. Les massifs forestiers du Mecsek, du Zselic, de Geresd et du Völgység enferment de nombreuses espèces faunistiques endogènes, liés à la douceur du climat et à l'environnement collinéen. Parmi celles-ci, l'hellébore odorante et la pivoine du Banat sont à mentionner. Les flancs du Mecsek autour de Zengővárkony abritent de nombreux châtaigniers. Le point culminant du comitat est le Zengő (682 m) situé dans le Mecsek. Les autres sommets notables du massif sont le Tubes (611 m), le Hármashegy (603 m), le Jakab-hegy (592 m) et le Csengő-hegy (492 m). Dans le massif de Villány, le Szársomlyó culmine à 442 m. Le relief accidenté du nord du comitat abrite également quelques grottes notables, telle la grotte d'Abaliget et la grotte Remete de Kővágószőlős.

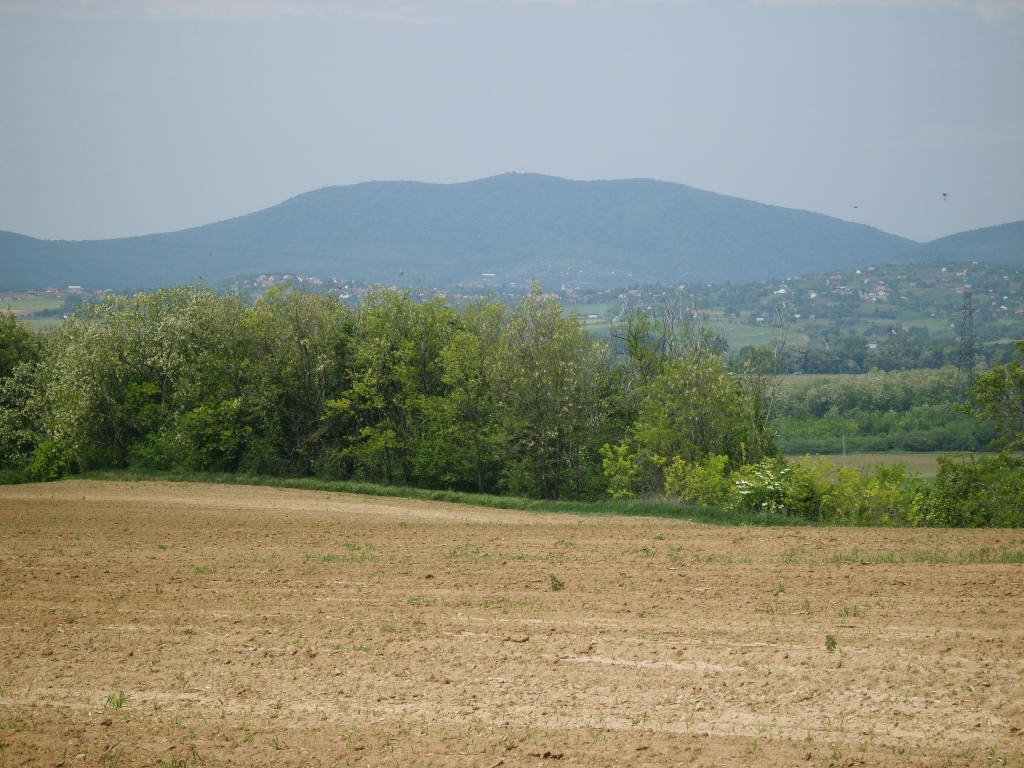
Hármashegy
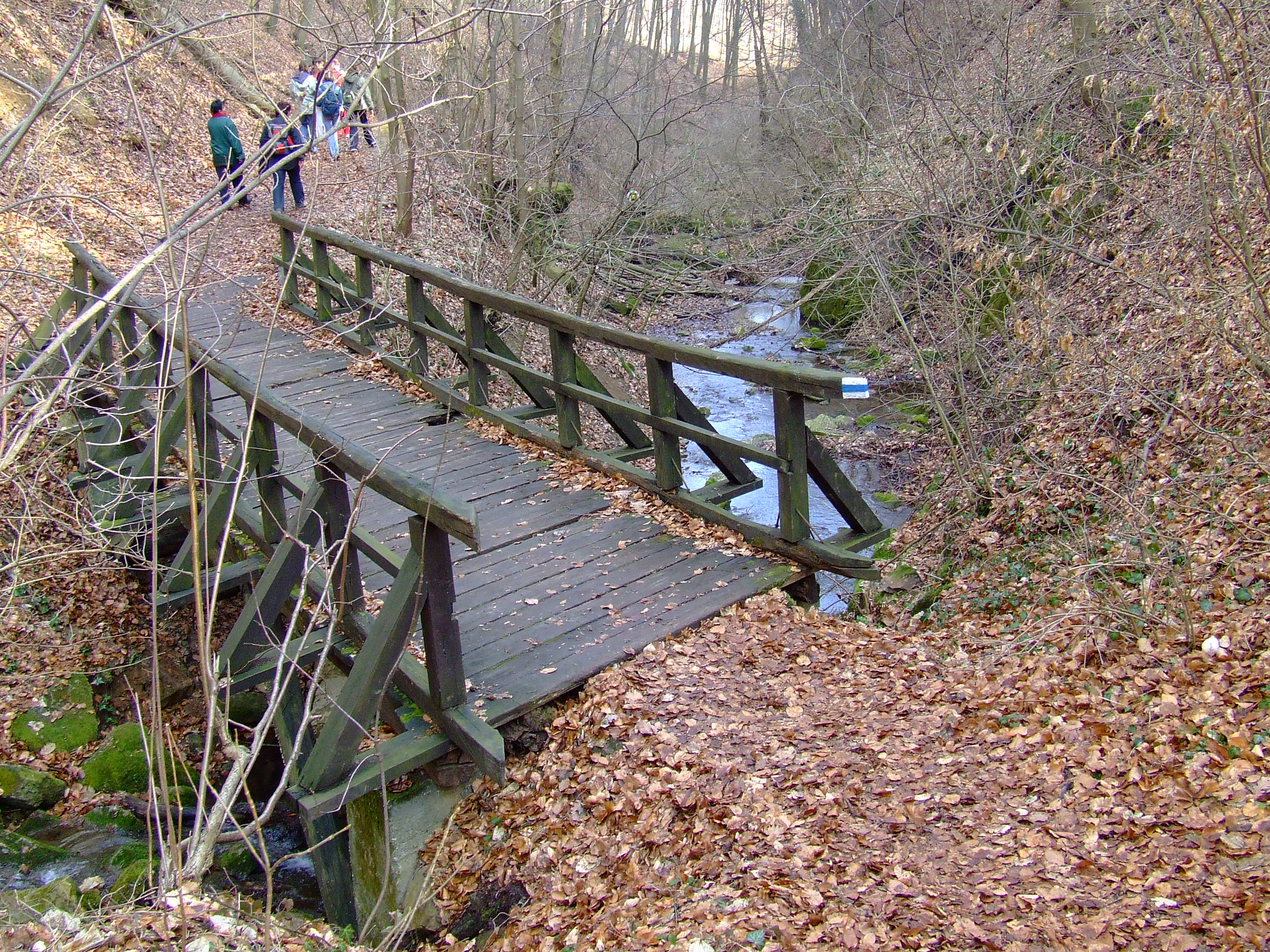
Vallée d'Óbánya
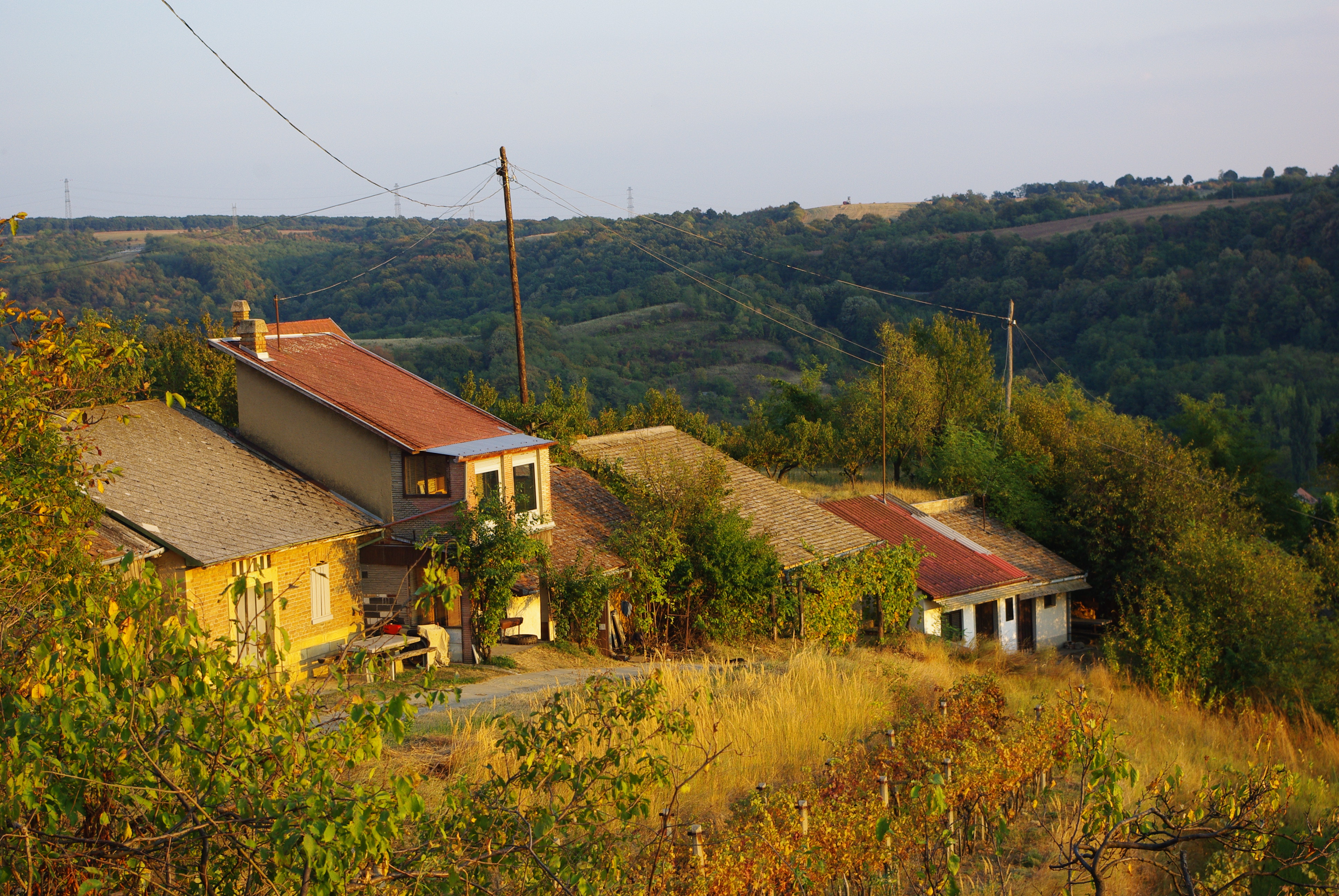
Région viticole de Pécs
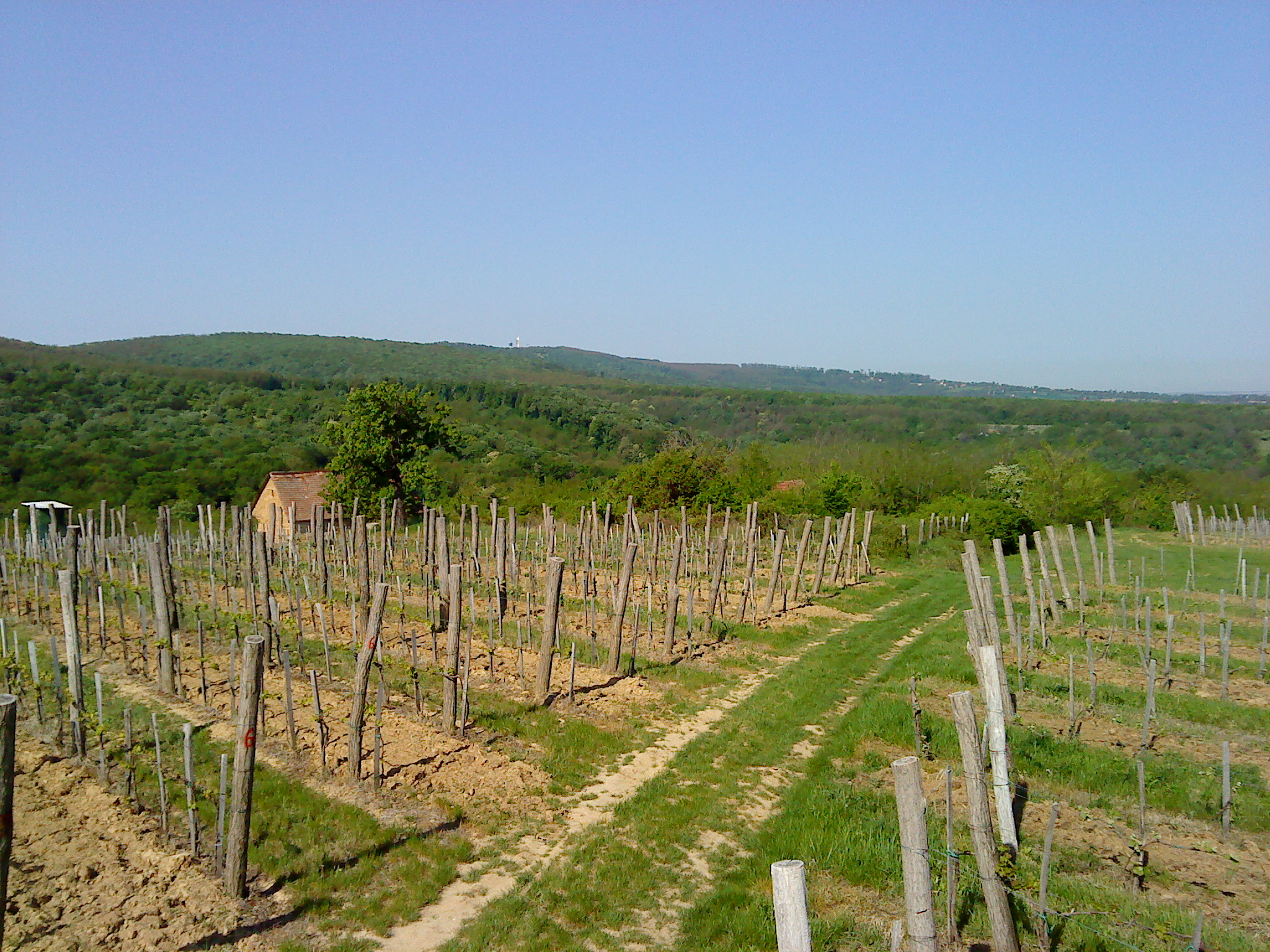
Région viticole de Villány
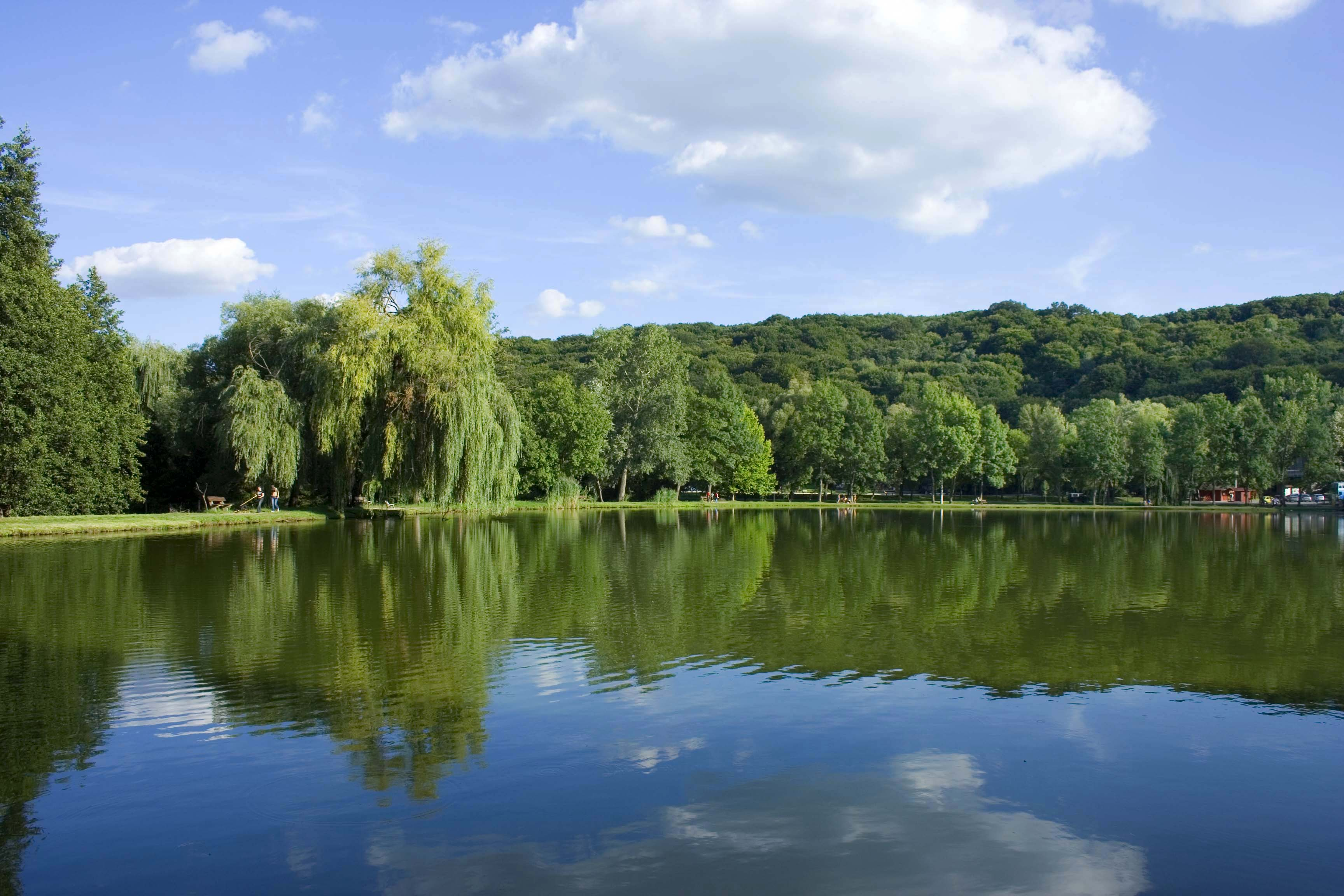
Lac d'Abaliget
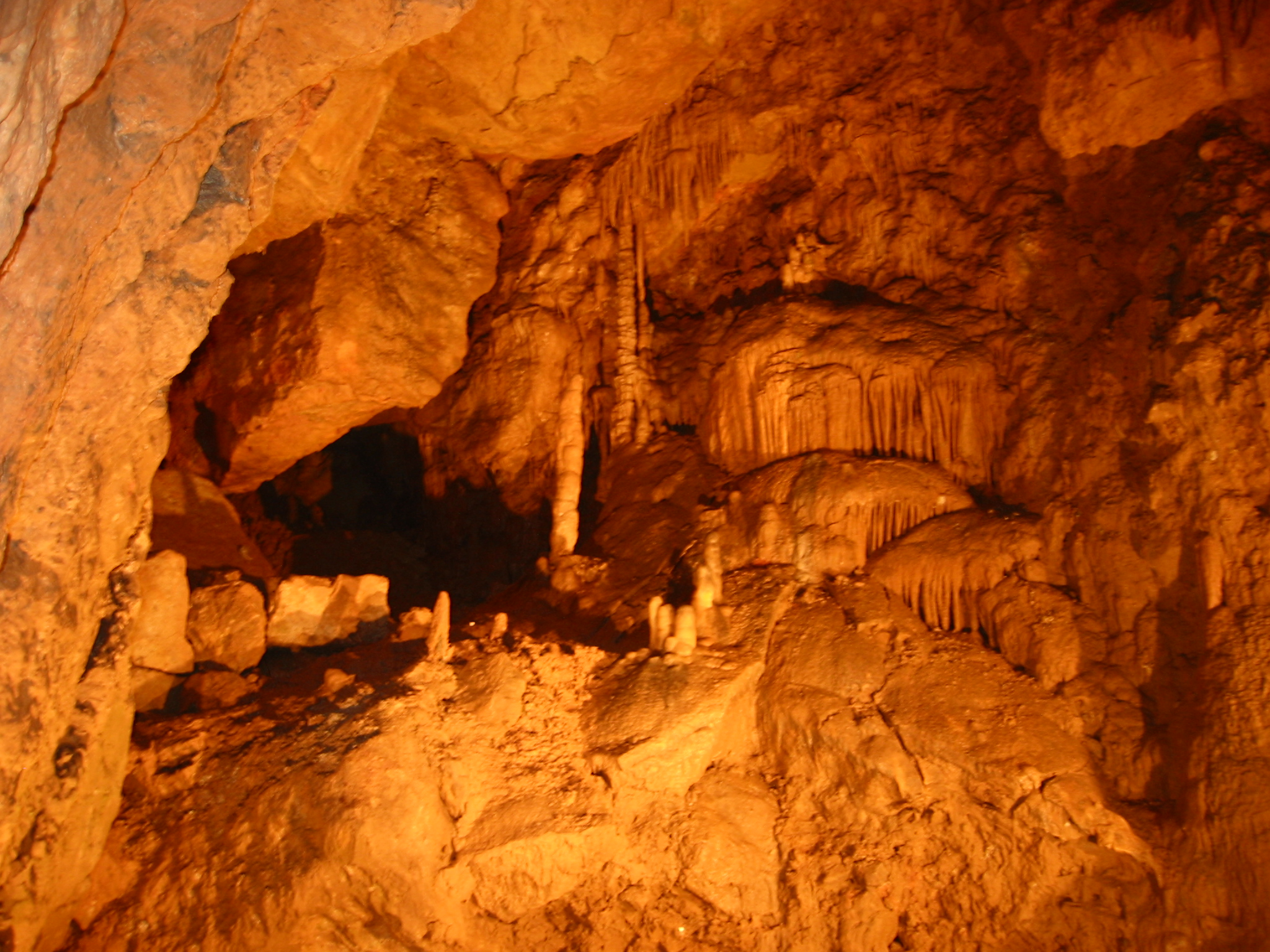
Grotte d'Abaliget
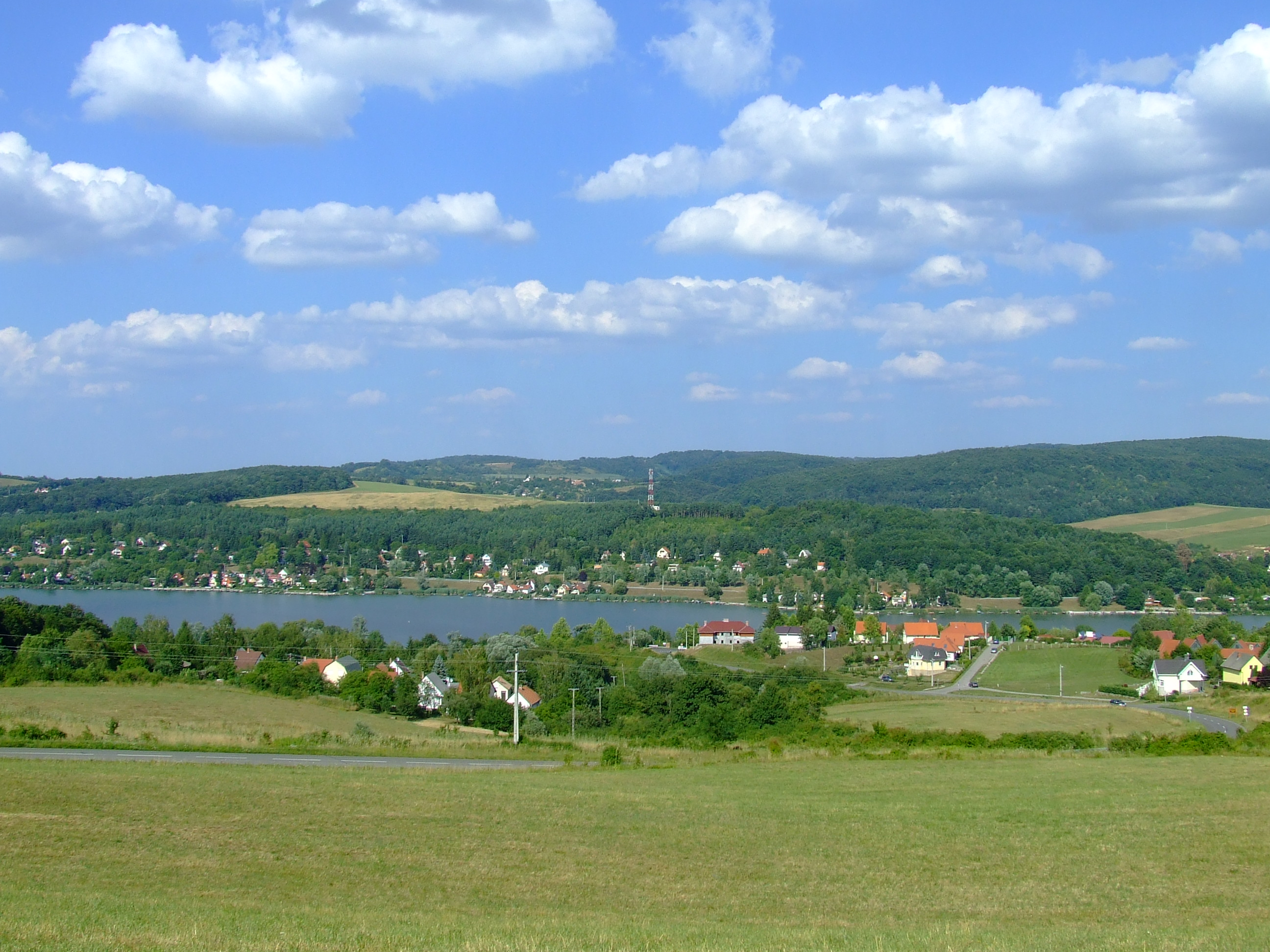
Lac d'Orfű
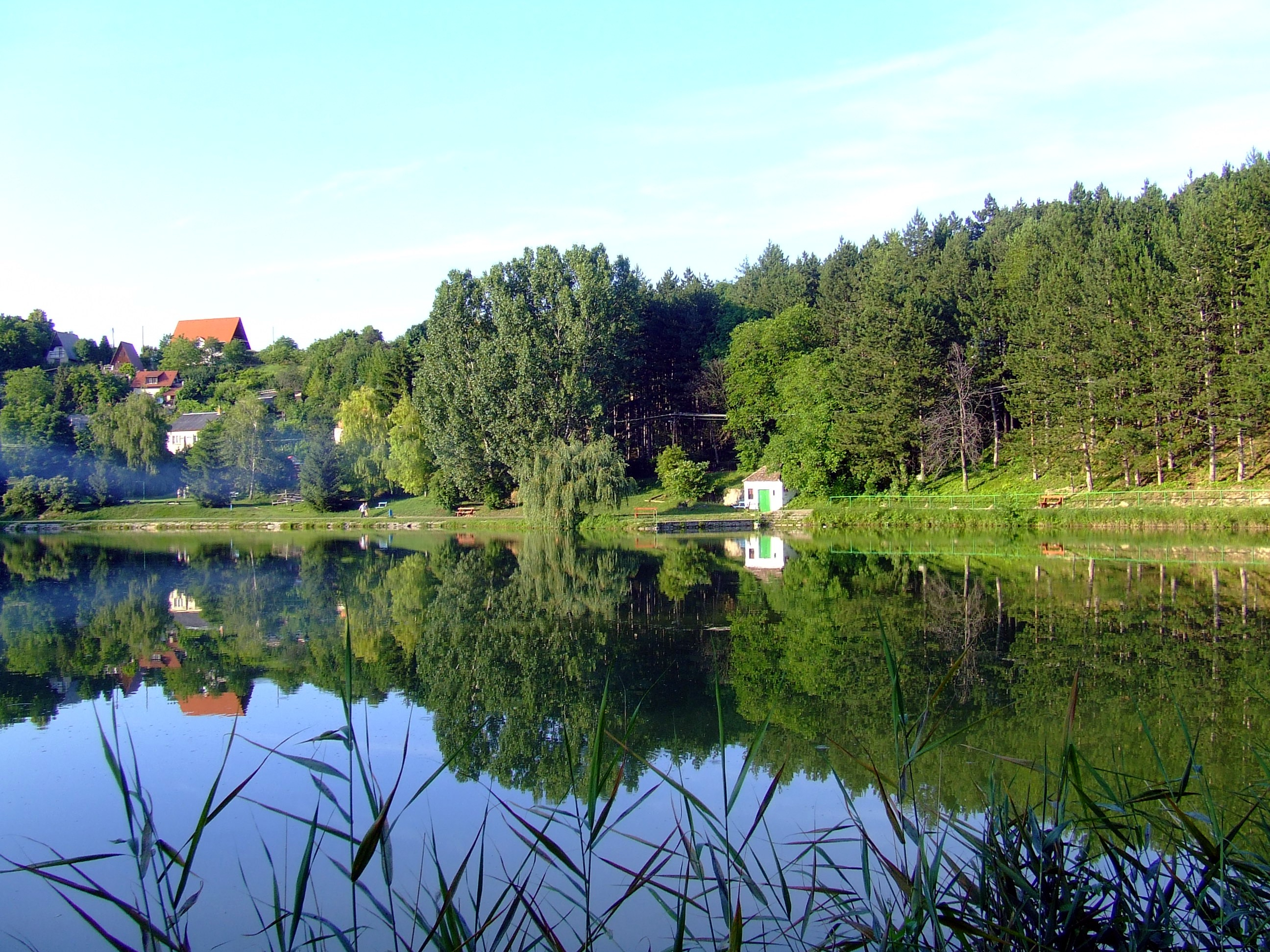
Lac Dombay
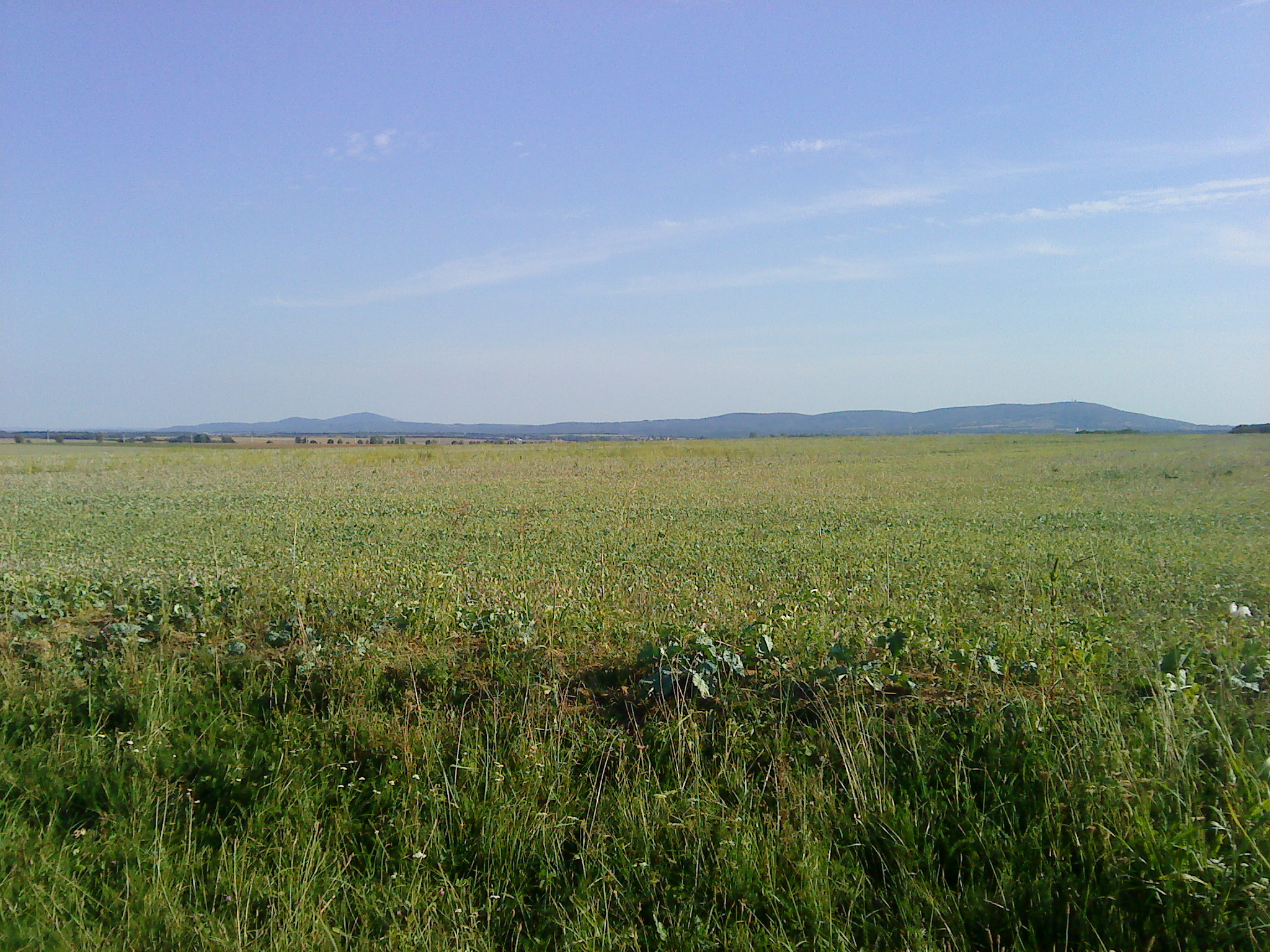
Massif de Villány
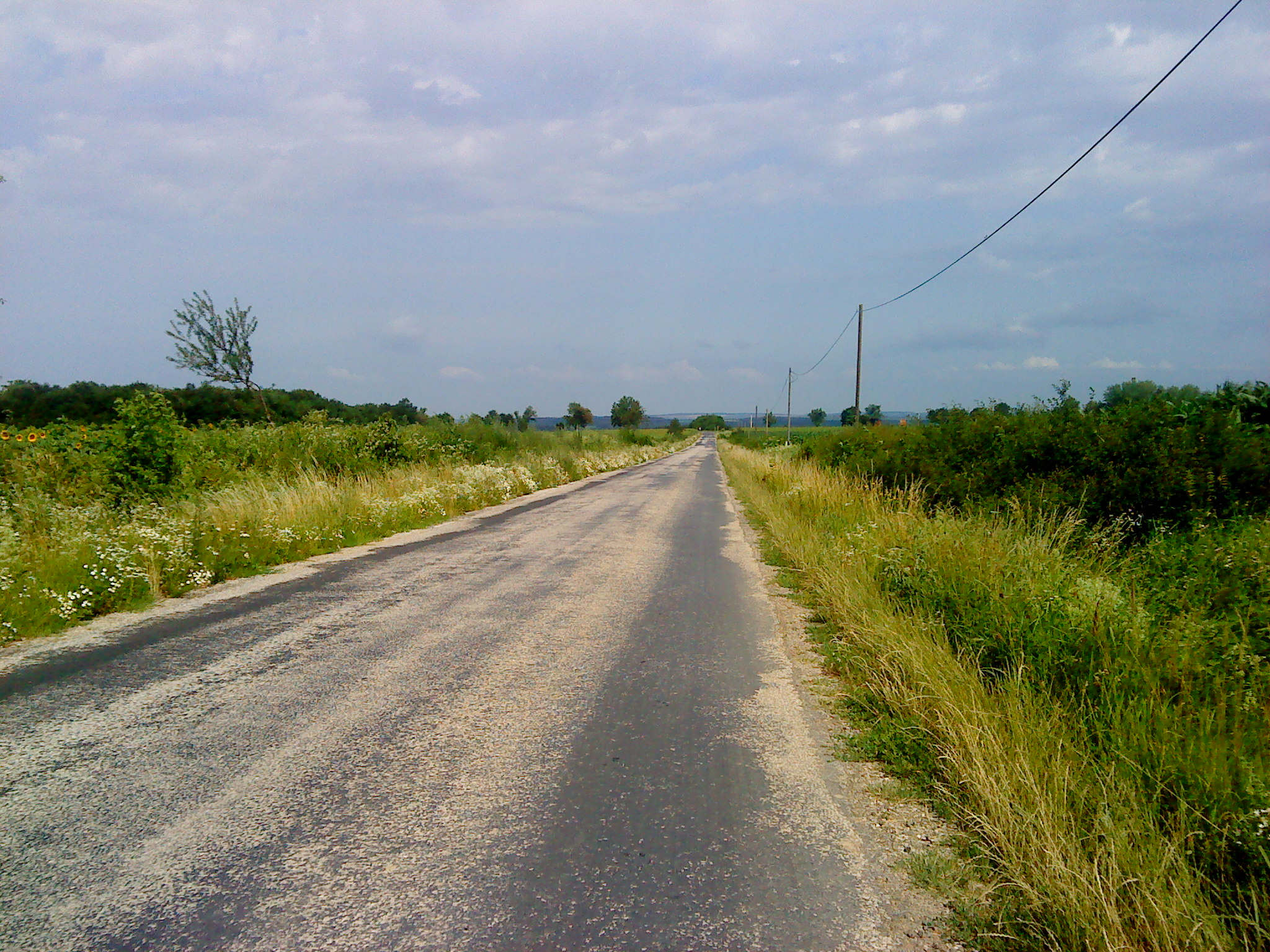
Route de Bisse
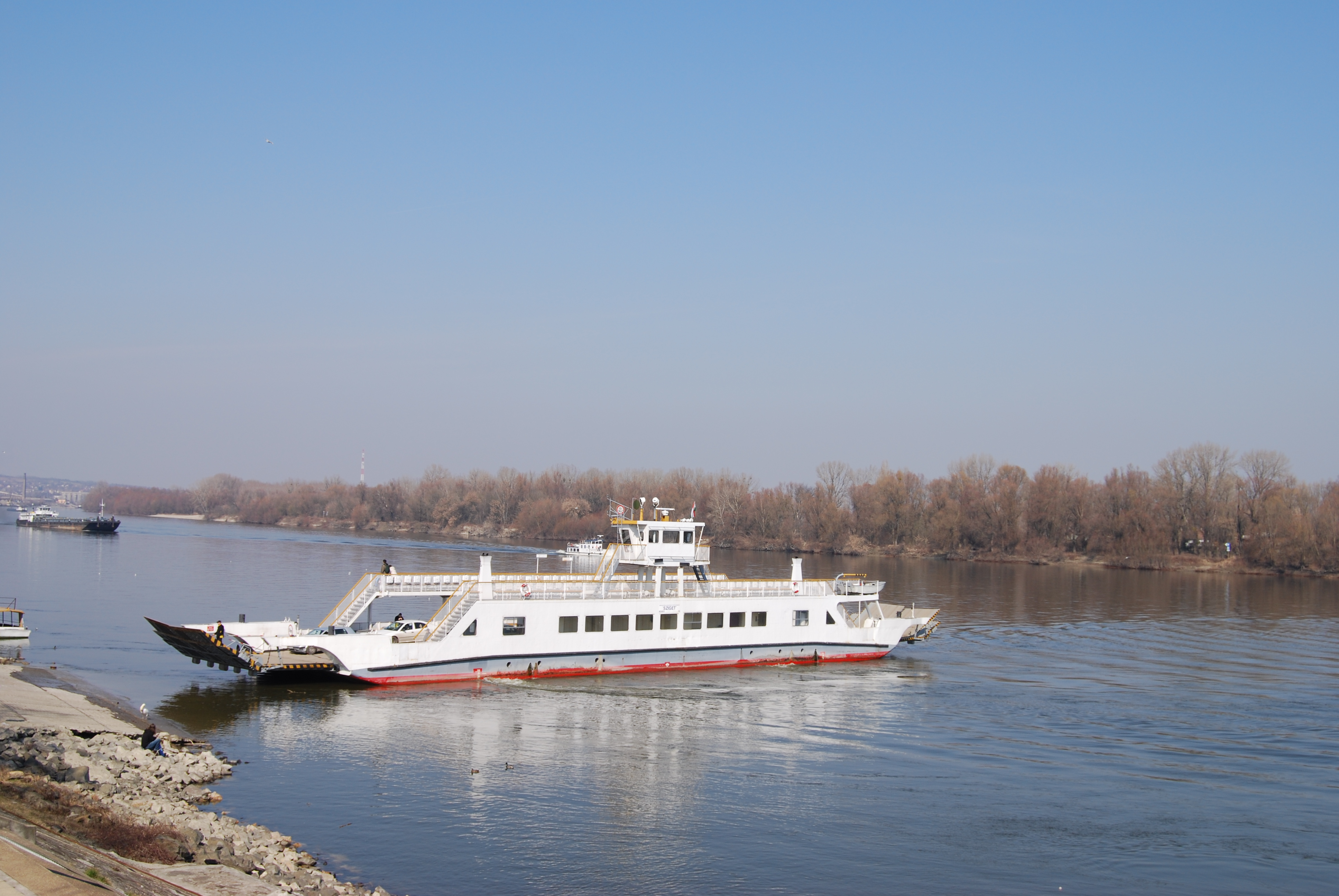
Le Danube à Mohács

## Histoire
Avant la création du premier territoire de Baranya, la région fait successivement partie intégrante de l'empire romain, de l'empire hunnique, du royaume ostrogoth, du royaume lombard, du royaume avar, de la principauté du Balaton et du premier empire bulgare. La région est occupée par les Slaves au VIe siècle puis par les Magyars au IXe siècle. Lors de la fondation du royaume de Hongrie au XIe siècle, le roi Étienne Ier y fonde un comitat avec le siège de l'ispán à Baranyavár et celui du diocèse à Pécs. 
En 1541, la région passe aux mains de l'empire ottoman et intègre administrativement le sandjak de Mohaç (avec pour siège l'actuelle Mohács). En 1689, le comitat est restauré par la monarchie de Habsbourg et conserve sa taille et ses délimitations jusqu'en 1919. Entre 1919 et 1921, les trois quarts de Baranya sont intégrés dans l'éphémère République hongro-serbe de Baranya-Baja. La mise en application du traité de Trianon, signé en 1920, attribue cependant la grande majorité de l'ancien comitat à la Hongrie et la partie sud jusqu'à la confluence Drave-Danube au Royaume des Serbes, Croates et Slovènes. Les frontières du comitat de Baranya sont modifiées en 1950 lors de la réorganisation territoriale décidée par la République populaire de Hongrie. Les principaux changements consistent alors en l'intégration dans Baranya de l'ancien district de Szigetvár (auparavant dans Somogy), excepté les localités de Lad et Patosfa, ainsi que de la commune de Felsőszentmárton. Le 31 décembre 1974, les localités de Jágónak, Kaposszekcső et Csikóstőttős sont intégrées au comitat de Tolna, tandis que Máza passe du comitat de Tolna à celui de Baranya. Le 1er janvier 1996, Dunafalva est intégré au comitat de Bács-Kiskun.

## Population
La population du comitat de Baranya est estimée à 397 600 habitants en 2006. Lors du recensement de 2001, la part de membres de minorités nationales et ethniques s'élève à 14 % de la population totale. Les minorités significatives sont la minorité rom (5,5 %, contre 2,2 % au niveau national) et la minorité d'ascendance allemande, historiquement implantée dans la région et liée aux Souabes du Danube (34 % des Allemands de Hongrie vivent dans le comitat de Baranya). La localité d'Ófalu compte presque la totalité de ses habitants d'origine souabe et une vingtaine d'autres plus de 20 %. Les populations slaves du sud sont également très présentes dans le comitat : la part de locuteurs de serbe et de croate s'élève à 32 %. Il existe trois villages à majorité croate et cinq où leur présence est significative.

## Équipements

### Réseaux de transport

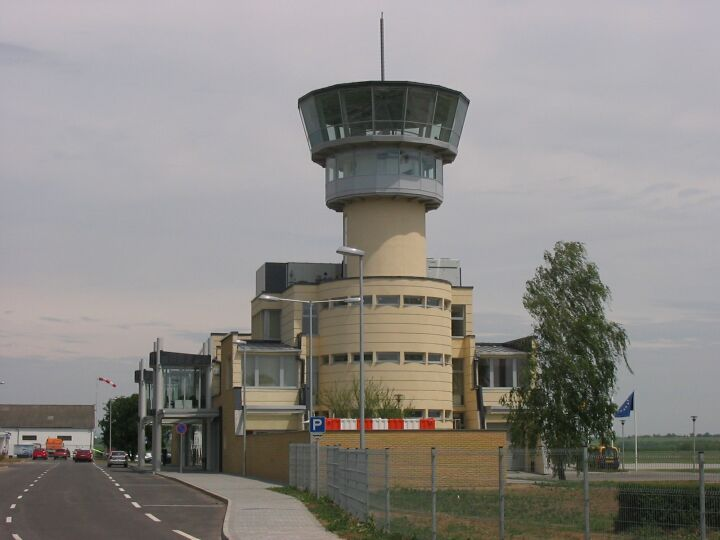

Le comitat est desservi par plusieurs réseaux, essentiellement terrestres. L'autoroute hongroise M60 relie Bóly, Pécs et Szentlőrinc en prolongeant la M6 après Dunaújváros. 
Plusieurs lignes ferroviaires structurent également le territoire : la ligne de Budapest à Pécs par Pusztaszabolcs, la ligne de Dombóvár à Komló, la ligne de Nagykanizsa à Pécs, la ligne de Sellye à Szentlőrinc, la ligne de Pécs à Bátaszék, la ligne de Pécs à Mohács et la ligne de Villány à Osijek par Magyarbóly et Beli Manastir. 
Les dessertes fines du comitat sont assurées par deux compagnies publique de transport en commun : Pannon Volán sur l'ensemble du comitat et Pécsi Közlekedési Zrt. pour l'agglomération de Pécs.
L'aéroport de Pécs-Pogány dessert la ville.

## Économie

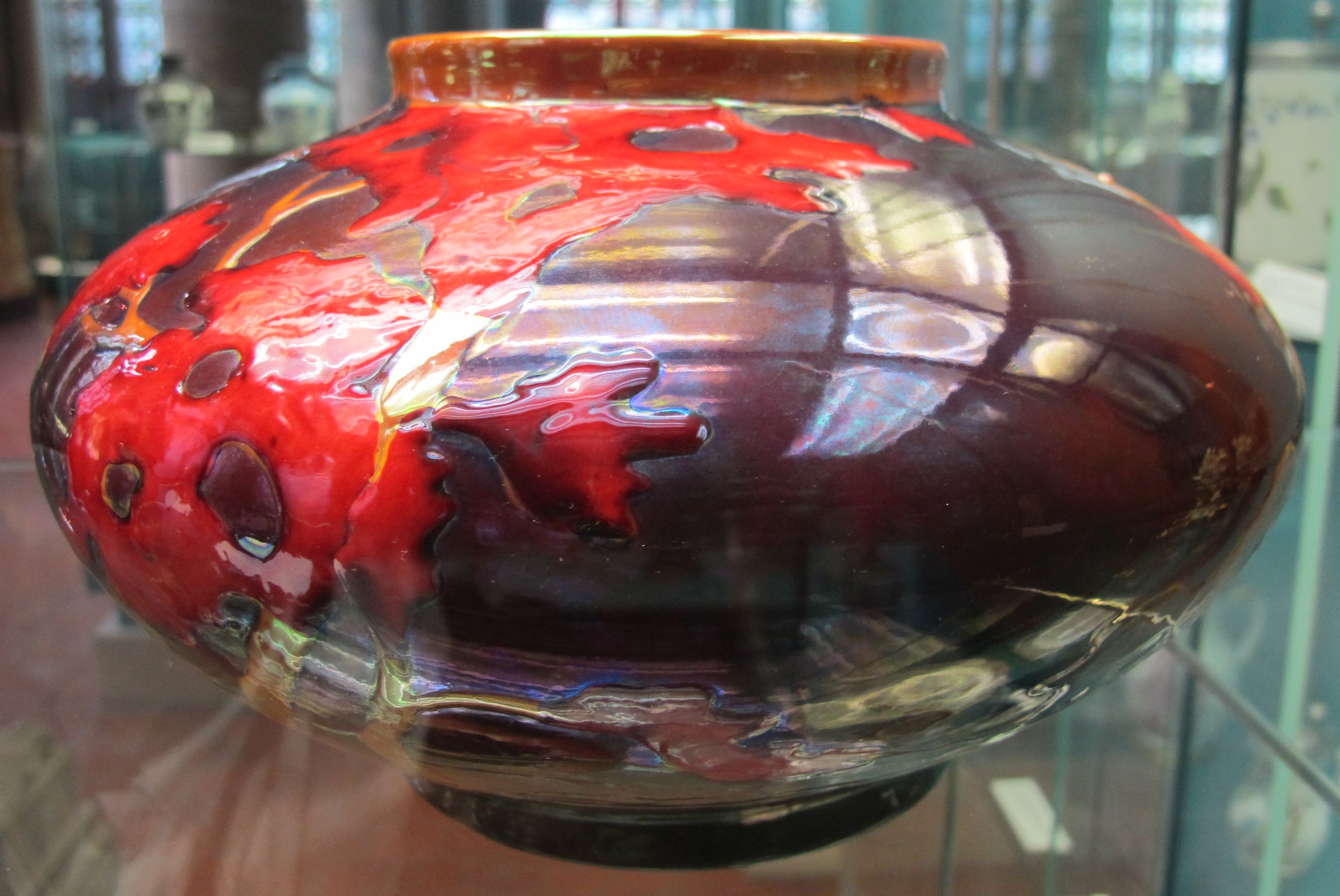
Exemple de production céramique de la manufacture de porcelaine Zsolnay.

L'économie du comitat reposait essentiellement sur l'exploitation minière et l'industrie lourde. Les difficultés structurelles de ce secteur ont contraint les investisseurs à se tourner vers l'industrie légère. La région est connue pour sa production de tabac, de porcelaine, de bière (la brasserie de Pécs, la bière Szalon), de chaussures, de ciment, de composants électroniques et de produits laitiers. 
Le comitat de Baranya est également une riche région agricole, productrice importante de maïs. Par ailleurs, les versants ensoleillés du Mecsek et du Villány sont propices à une intense production viticole.
Les sources thermales et minérales naturelles ont permis le développement d'un tourisme balnéaire, notamment à Harkány et Sikonda (Szigetvár).

## Organisation administrative

### Collectivité territoriale
En raison de la centralisation politico-administrative de la Hongrie, les compétences des collectivités comitales restent très limitées. Celles-ci concernent les services qui s'appliquent sur l'ensemble du territoire comital, les établissements scolaires secondaires (collèges), les établissements médicaux spécialisés ainsi qu'un rôle de coordination de l'aménagement du territoire. De plus, elles ne s'appliquent pas aux villes de droit comital (Pécs) qui disposent de leur propre conseil comital superposée au conseil local. Le président du conseil comital de Baranya est Zsolt Tiffán (Fidesz-MPSz). Le Fidesz-MPSz domine l'assemblée avec douze élus. L'opposition est scindée entre le Parti socialiste hongrois (MSzP) et le Mouvement pour une meilleure Hongrie (Jobbik). Deux élus siègent en indépendants.
En raison de leur forte implantation locale, les minorités allemande, croate et rom bénéficient de leur propre représentation institutionnelle.

### Micro-régions et futurs districts
| Micro-région | Siège       | Sup.   | Pop.    | Loc. |
| --- | ----------- | ------ | ------- | ---- |
| \| Somogy Tolna CROATIE Bóly Harkány Komló Kozármisleny Mágocs Mohács Pécs Pécsvárad Sásd Sellye Siklós Szentlőrinc Szigetvár Villány \| |             |        |         |      |
| Micro-région de Komló | Komló       | 314,60 | 40 602  | 19   |
| Micro-région de Mohács | Mohács      | 846,29 | 50 884  | 43   |
| Micro-région de Pécs | Pécs        | 570,83 | 184 936 | 39   |
| Micro-région de Pécsvárad | Pécsvárad   | 258,49 | 12 849  | 19   |
| Micro-région de Sásd | Sásd        | 383,87 | 14 731  | 27   |
| Micro-région de Sellye | Sellye      | 463,33 | 14 072  | 35   |
| Micro-région de Siklós | Siklós      | 652,99 | 37 632  | 53   |
| Micro-région de Szentlőrinc | Szentlőrinc | 270,29 | 15 447  | 20   |
| Micro-région de Szigetvár | Szigetvár   | 668,91 | 27 062  | 46   |
| Somogy Tolna CROATIE Bóly Harkány Komló Kozármisleny Mágocs Mohács Pécs Pécsvárad Sásd Sellye Siklós Szentlőrinc Szigetvár Villány       |             |        |         |      |

Depuis la réforme territoriale de 2007, le comitat de Baranya est divisé en plusieurs micro-régions, équivalentes des anciens districts supprimés en 1990.
La réforme du 1er janvier 2013 prochain prévoit le mouvement inverse, à savoir le rétablissement des districts. Ceux-ci n'auront pas tout à fait le même découpage que les micro-régions :
- District de Bóly
- District de Komló
- District de Mohács
- District de Pécs
- District de Pécsvárad
- District de Hegyhát
- District de Sellye
- District de Siklós
- District de Szentlőrinc
- District de Szigetvár.

Les localités de Baranya font partie des plus petites du pays. Le maillage territorial local est particulièrement dense. La dynamique intercommunale permet de compenser le manque de moyens financiers lié à cet éclatement politico-administratif. 

## Patrimoine

### Patrimoine urbain
Les villes de Baranya présentent un patrimoine historique, culturel et architectural très riche, à l'instar de Pécs, Mohács, Siklós, Szigetvár et Pécsvárad.
La nécropole paléochrétienne de Pécs est classée au patrimoine mondial de l'UNESCO.

### Patrimoine rural

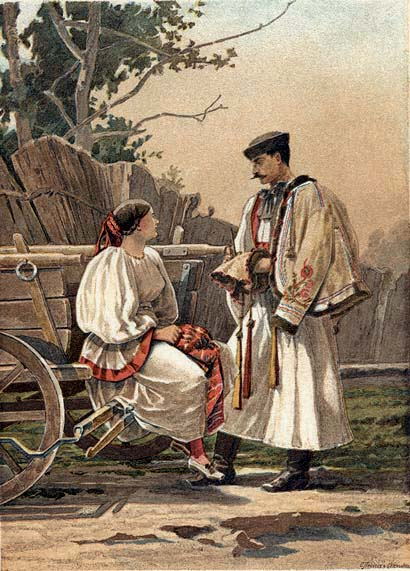
Habits traditionnels du XIXe siècle.

Les villages de Baranya enferment un riche patrimoine culturel, à l'instar du château de Szigetvár, de l'église Notre-Dame-de-la-Nativité de Himesháza, l'église médiévale de Mánfa, l'église votive de Mohács, le temple réformé de Túrony, l'église catholique romaine de Cserkút, l'église catholique romaine de Máriagyűd et le château de Siklós.
L'Ormánság est une petite région culturelle du sud, autour des localités de Sellye et Vajszló. Cette région est considérée comme une des plus pauvres du pays.

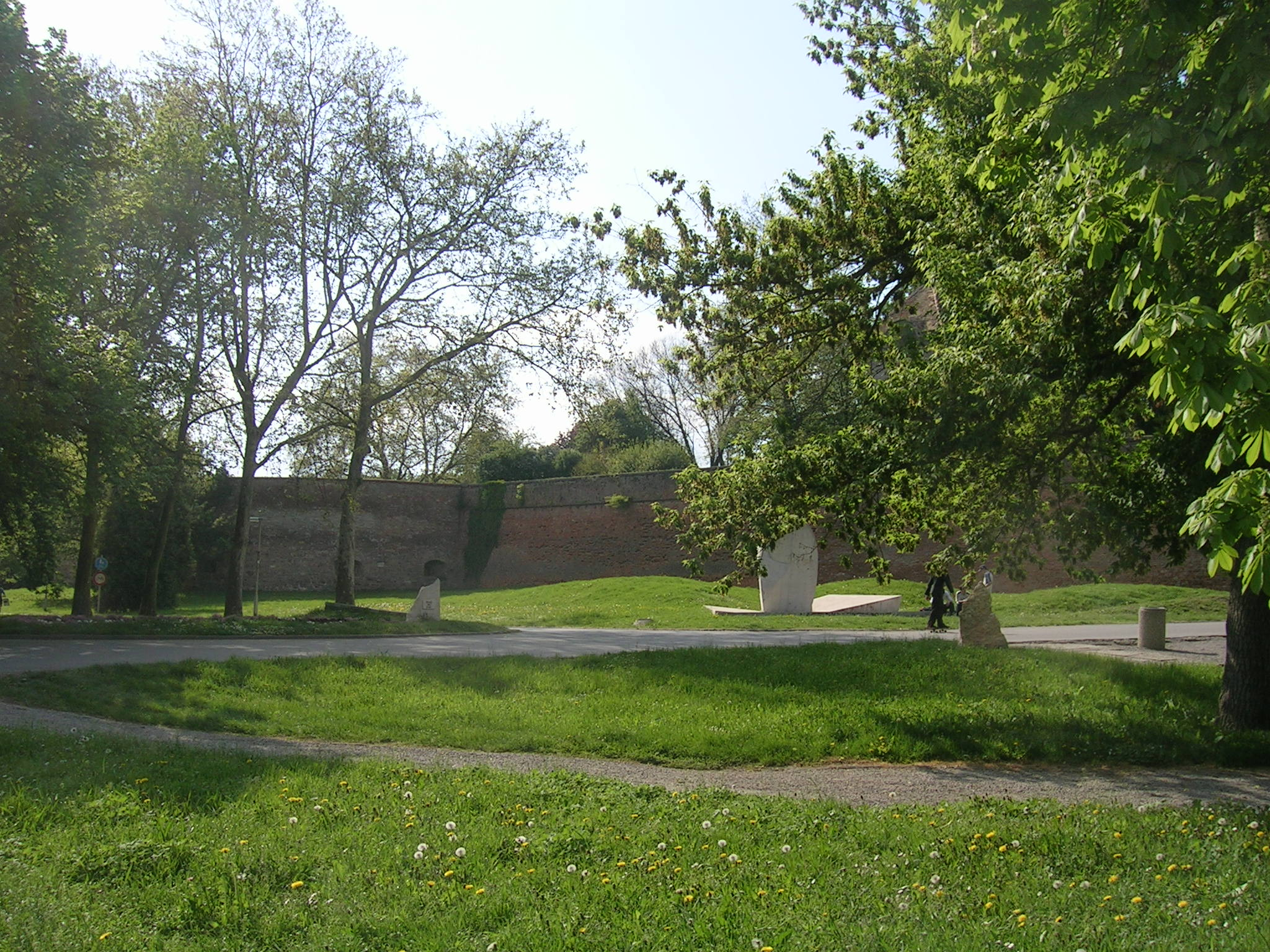
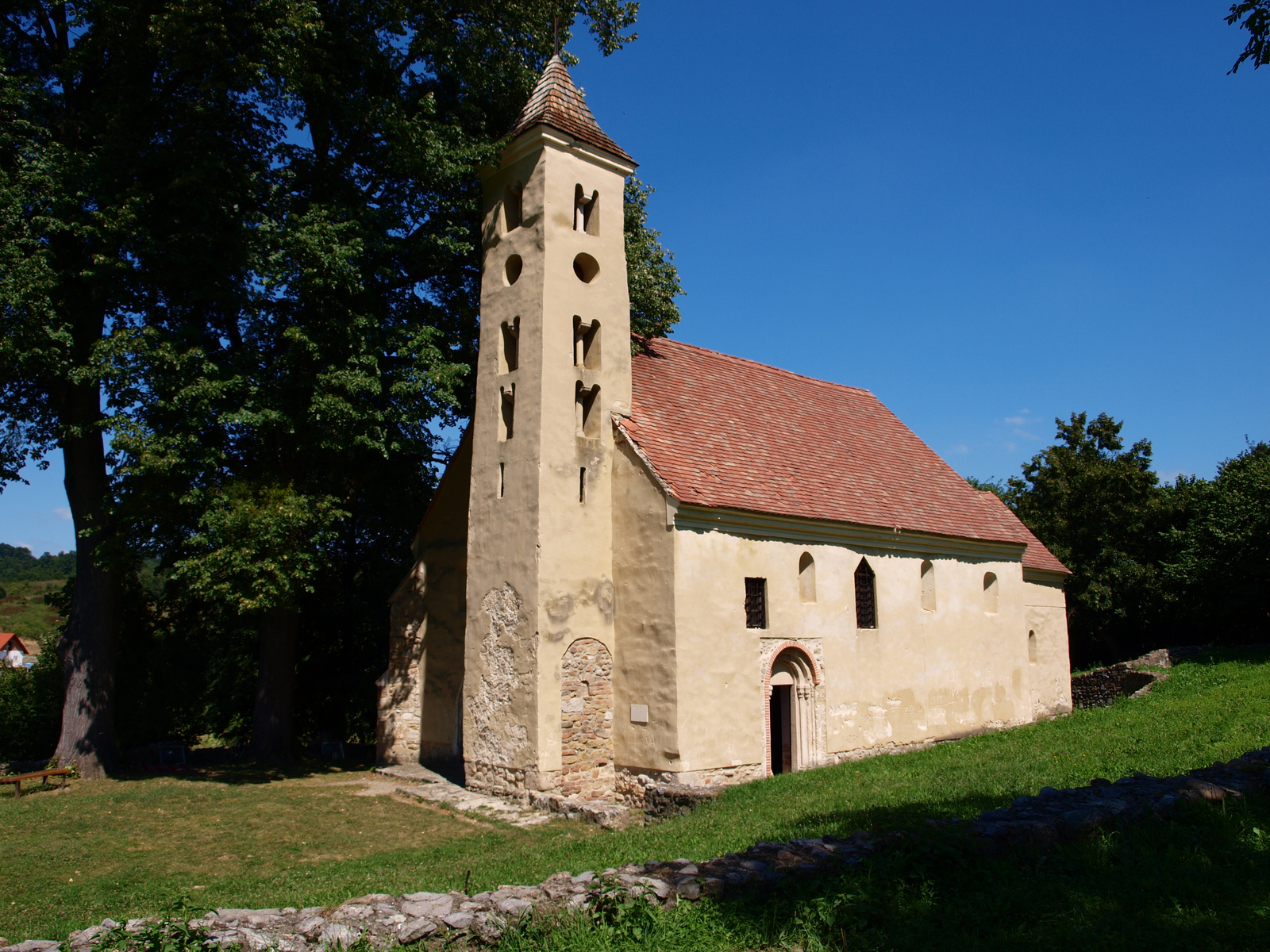
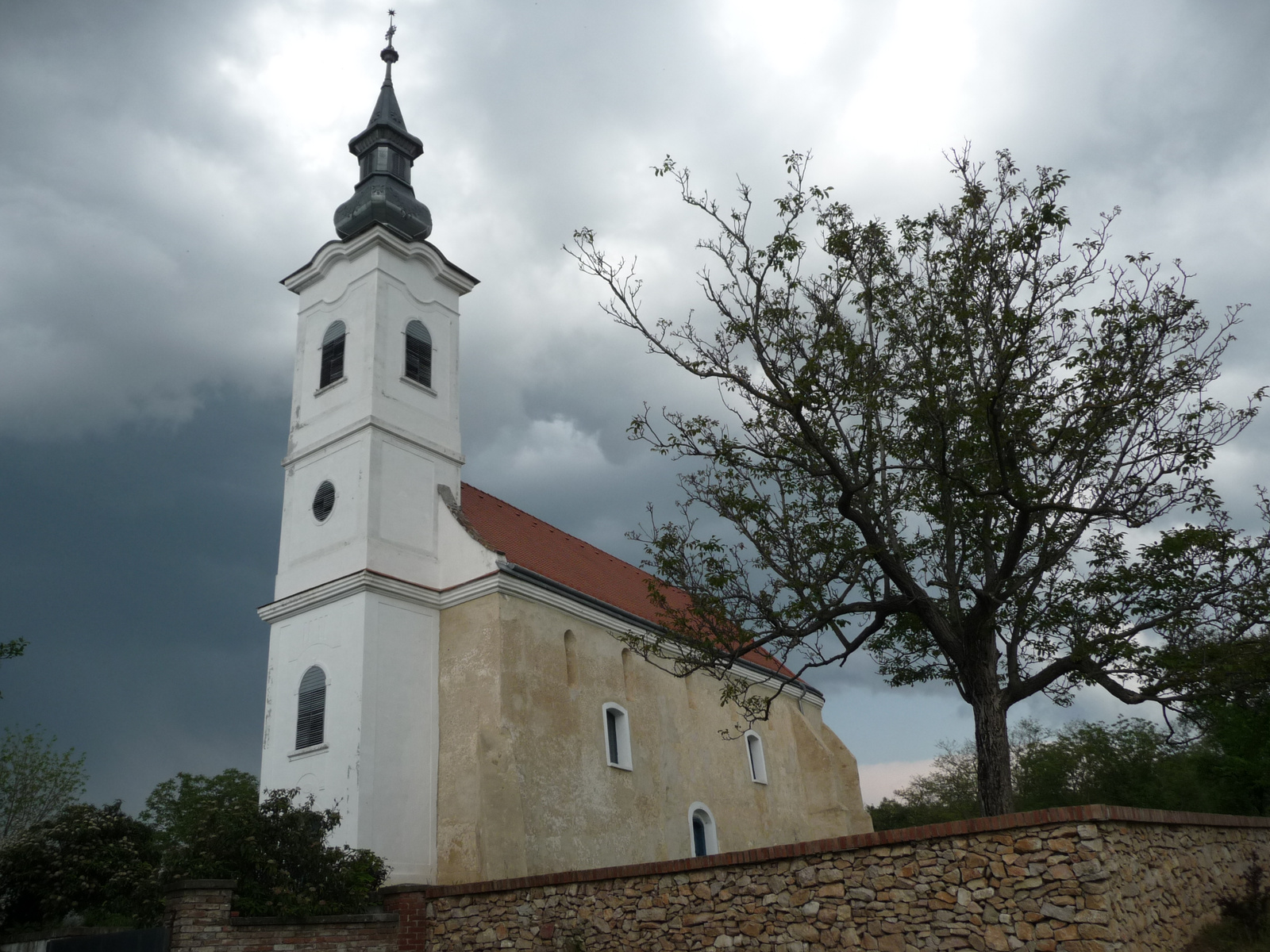
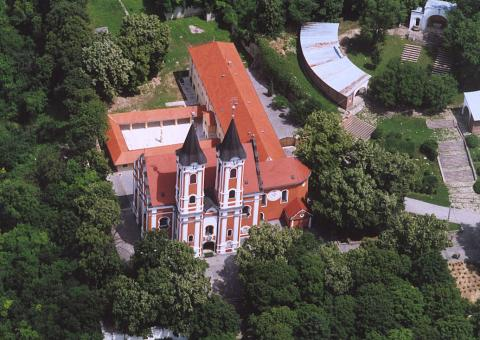
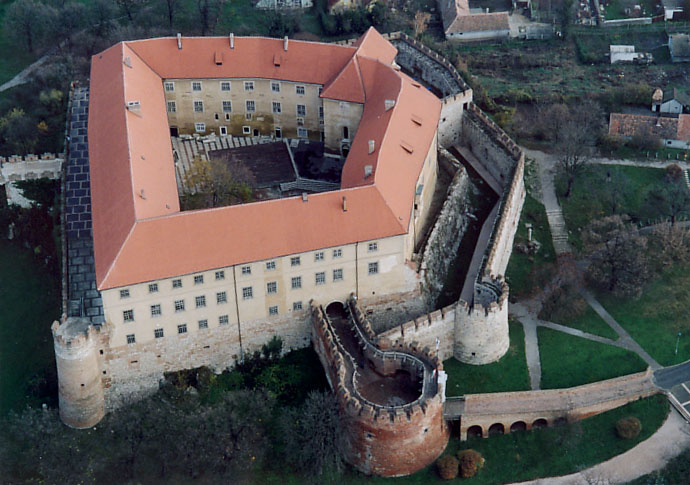
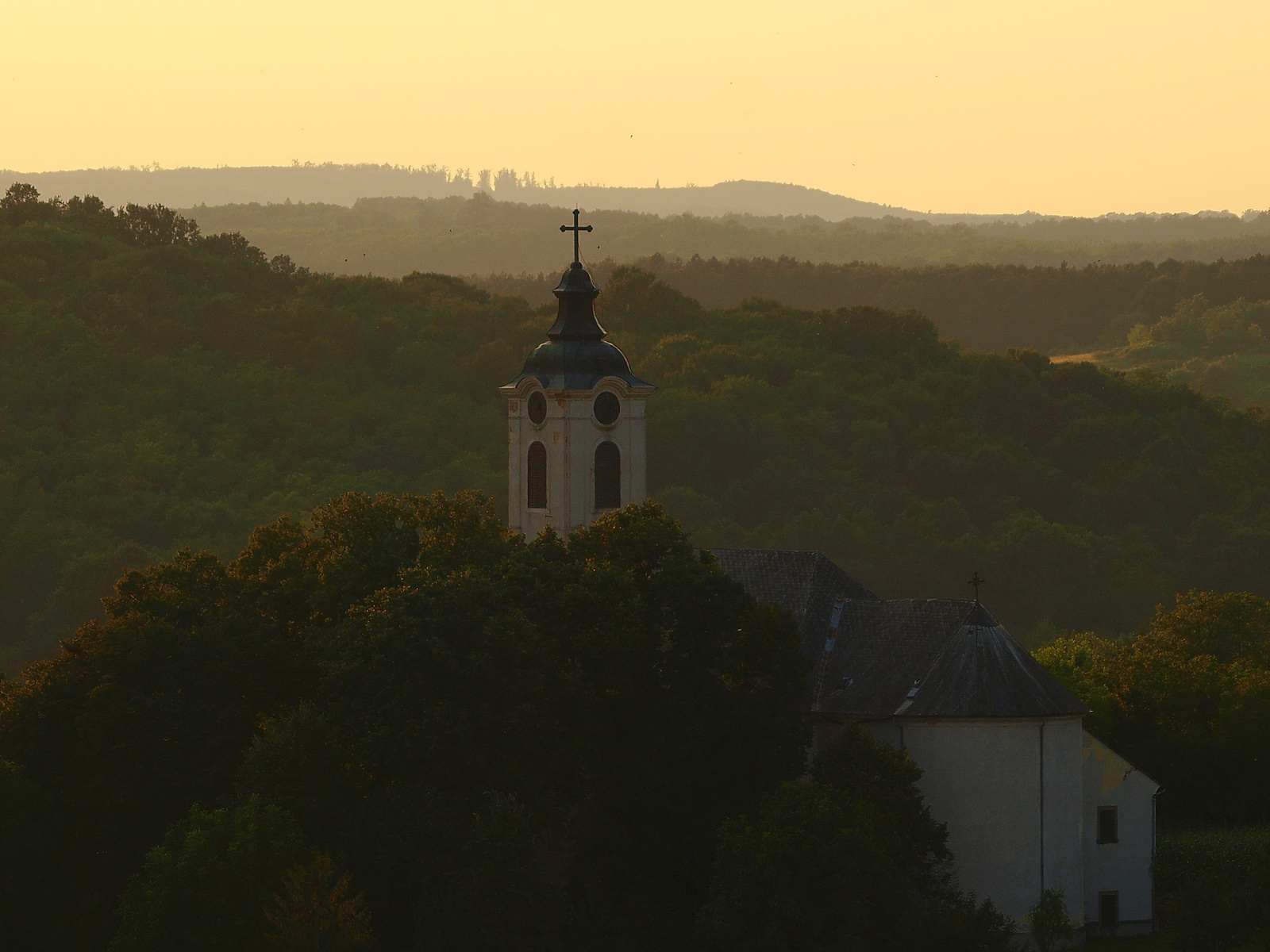
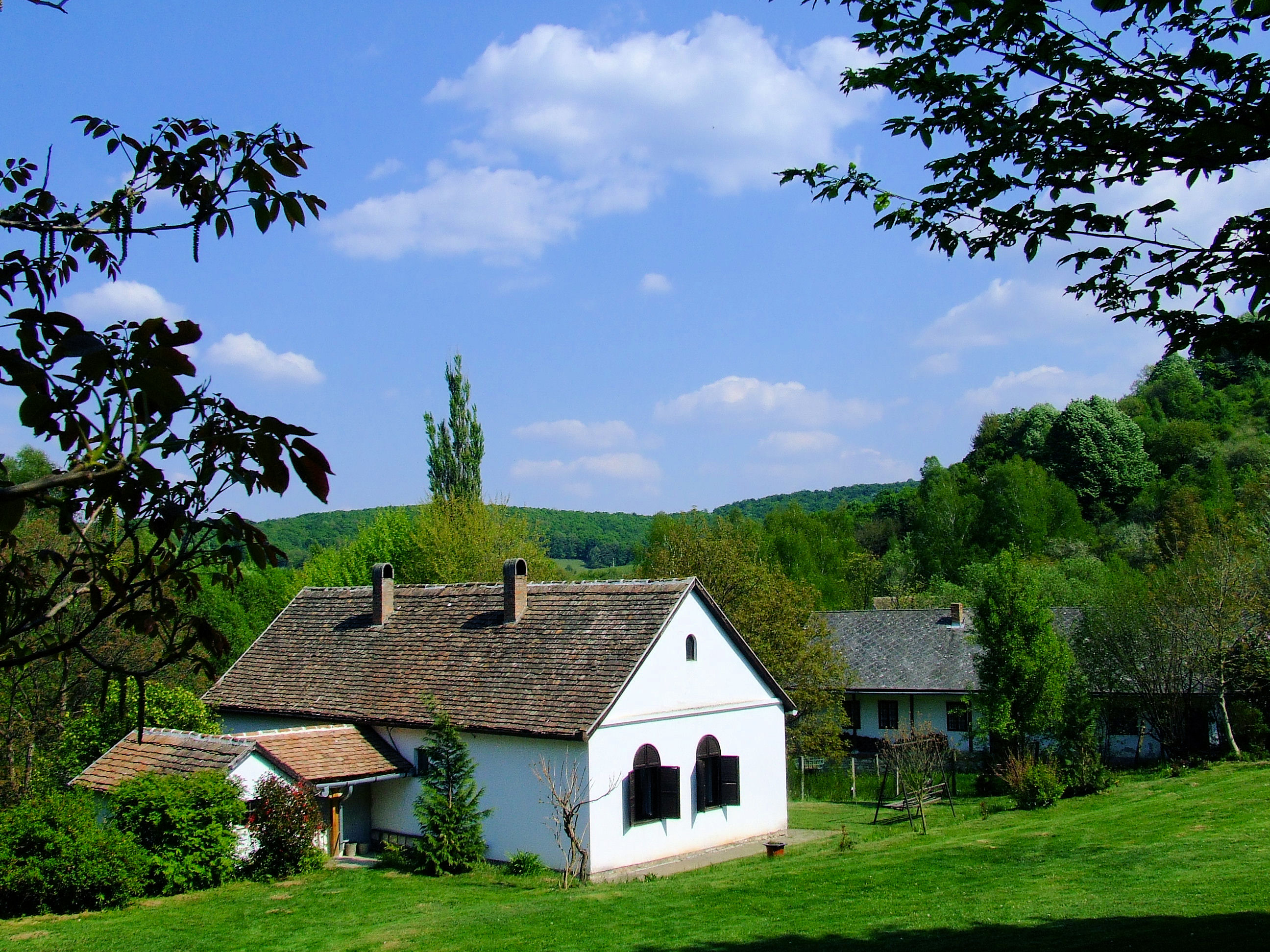

### Patrimoine naturel
Le Parc national de Duna-Dráva s'étend en grande partie sur le territoire de Baranya. Plusieurs zones de protection administrées par le parc se situent également à l'intérieur du comitat : la zone de protection paysagère du Mecsek oriental, la zone de protection paysagère du Mecsek occidental ainsi que la zone de protection paysagère du Zselic.

### Patrimoine immatériel

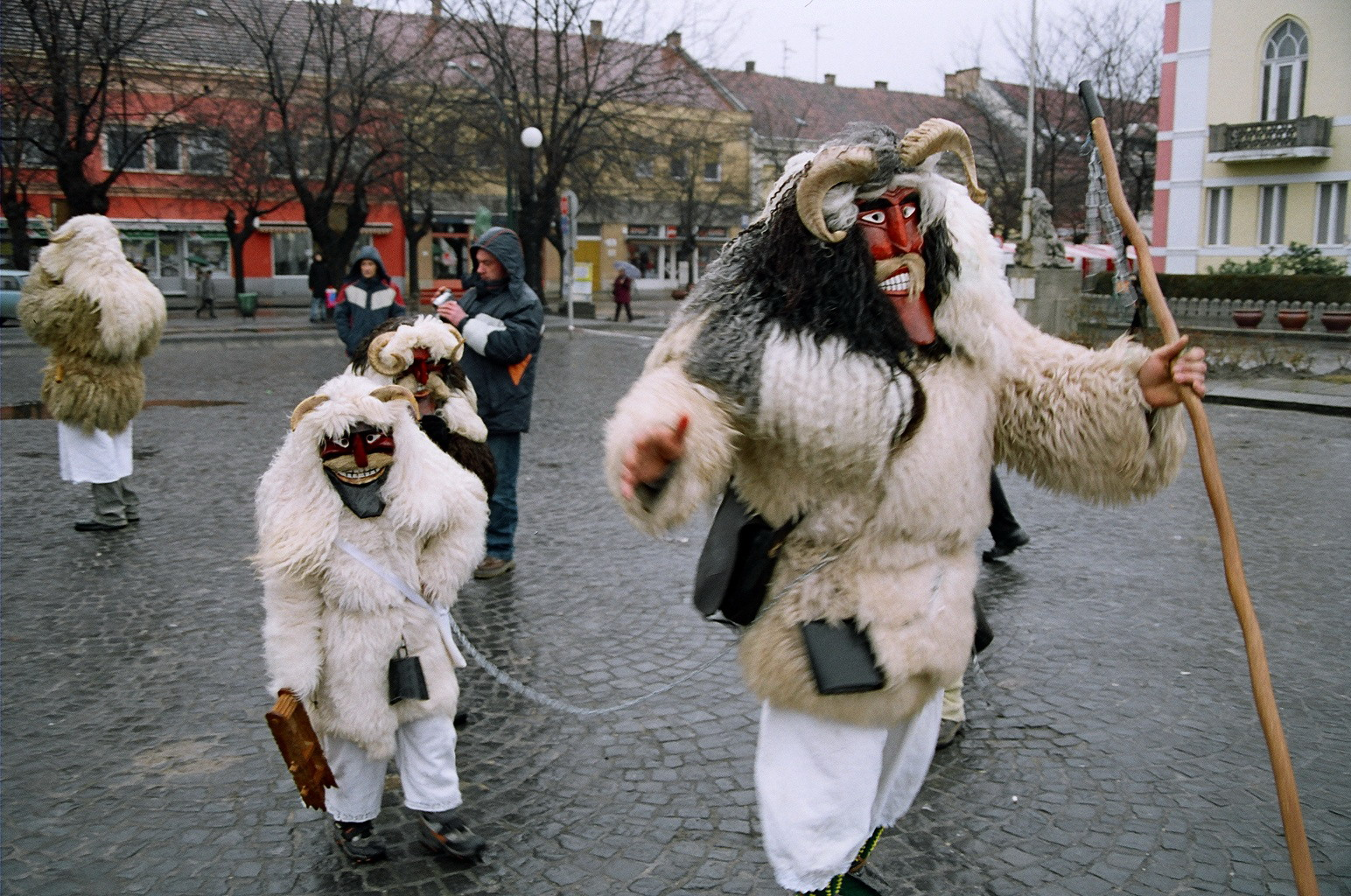
Le Busójárás à Mohács.

La région est connue pour son vin, notamment les appellations du vignoble de Villány. 
Le Busójárás (« Marche des Busó ») est une fête populaire de Mohács, en Hongrie. Liée au peuple slave des Šokci, elle a lieu en hiver le dimanche précédant le Mercredi des Cendres. Elle consiste en une impressionnante déambulation d'hommes portant le traditionnel masque šokci dans les rues de Mohács.